# Широка (Газімуро-Заводський район)
Широ́ка (рос. Широкая) — село у складі Газімуро-Заводського району Забайкальського краю, Росія. Входить до складу Новоширокинського сільського поселення.

## Населення
Населення — 443 особи (2010; 335 у 2002).
Національний склад (станом на 2002 рік):
- росіяни — 99 %